# Rødstjerter
Rødstjerter (Phoenicurus) er en slægt af mindre spurvefugle, der næsten udelukkende er udbredt i Eurasien. De cirka 11 arter er kendetegnet ved at have rødligt farvede halefjer. I Danmark yngler rødstjert og husrødstjert.
Nogle få andre fuglearter i familien Muscicapidae har også ordet "rødstjert" som en del af deres danske navn. Det gælder Namib-rødstjert (Namibornis herero) fra det sydvestlige Afrika og hvidbuget rødstjert (Hodgsonius phoenicuroides) fra Centralasien, der nærmest er beslægtet med blåhals. Desuden findes nogle arter, der måske også bør tilhøre slægten Phoenicurus, nemlig flodrødstjert (Chaimarrornis leucocephalus) samt de to vandrødstjerter (Rhyacornis spp.). 

## Arter
Eksempel på arter af slægten Phoenicurus:
- Husrødstjert, Phoenicurus ochruros
- Rødstjert, P. phoenicurus
- Diademrødstjert, P. moussieri
- Gråhovedet rødstjert, P. erythronotus
- Bjergrødstjert, P. erythrogastrus